# プロップファン

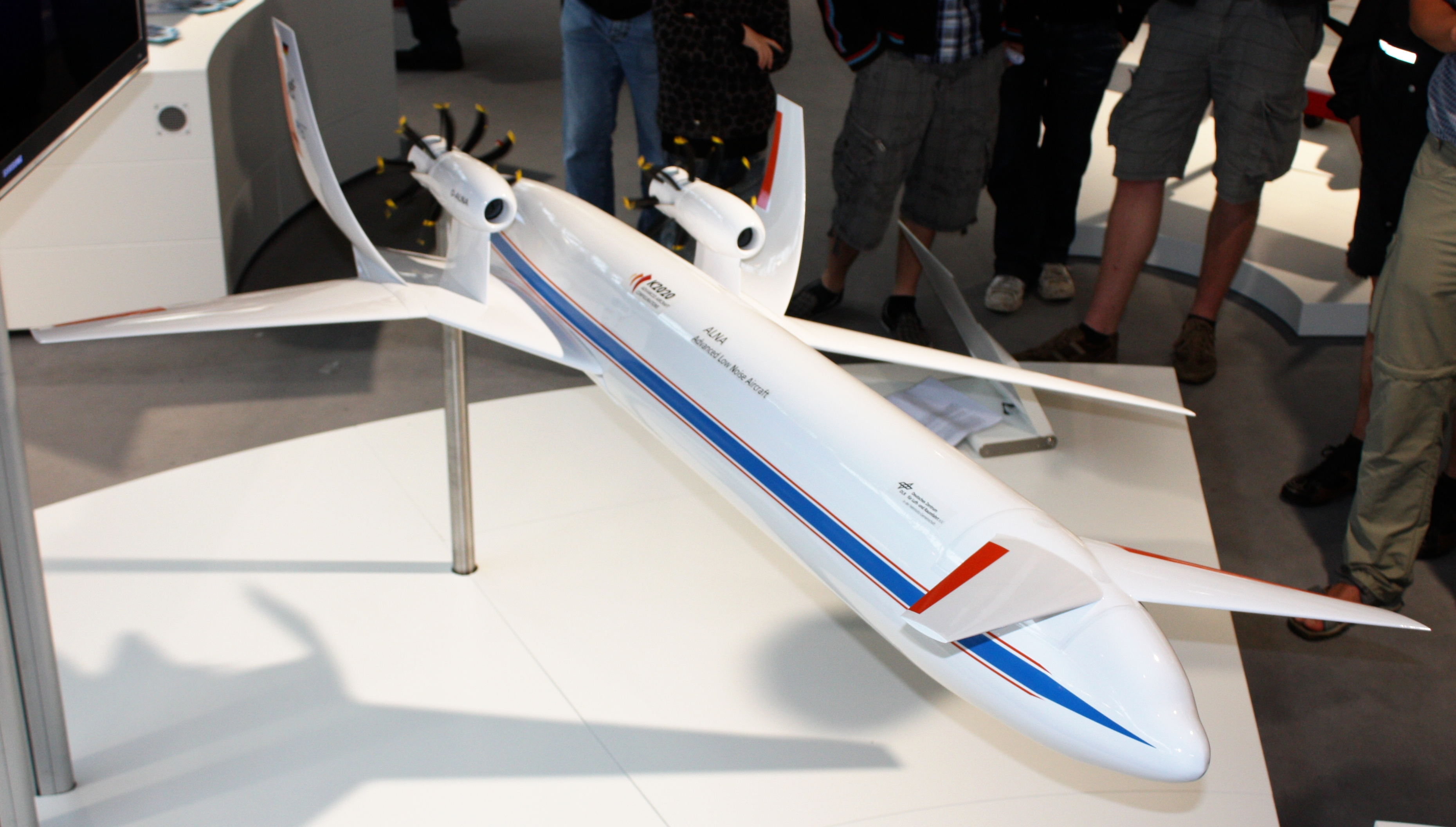
推進式プロップファン機の模型

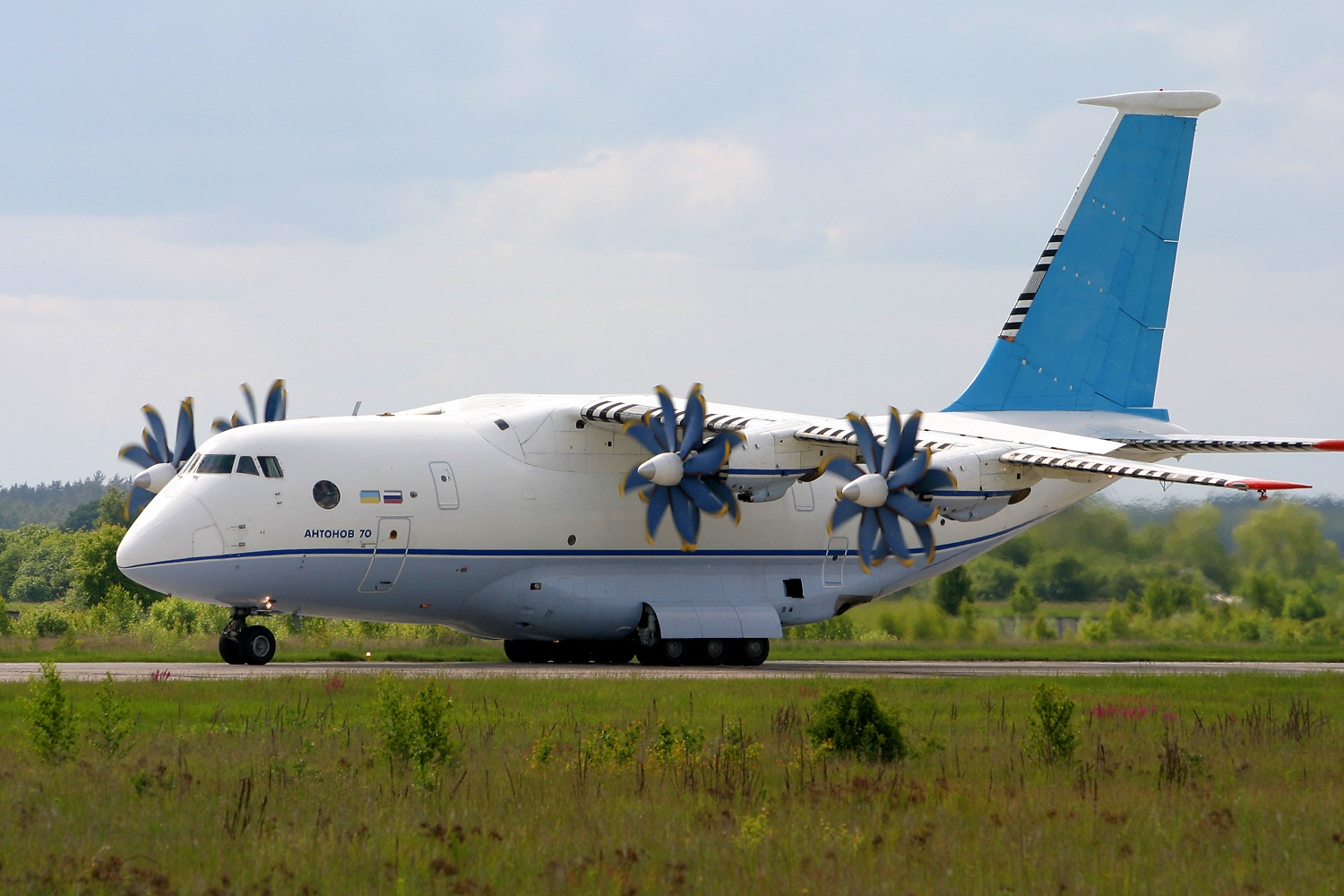
牽引式プロップファン機であるAn-70

プロップファンエンジン（英：propfan engine）、またはオープンローターエンジン（英：open rotor engine）は、飛行機用のジェットエンジンの一種で、カウリングの外のプロペラにより推力を得るもので、従来のターボプロップエンジンを高速飛行に対応させたエンジンを指す。
ターボファンエンジンと同等の高速飛行と、ターボプロップ並の低い燃料消費率とを併せ持つことを目的に設計されている。騒音・振動を抑制することが課題となる。
一般にはタービンと同軸線上に後退角の付いた二重反転プロペラを配置した形態をとる物が多いが、それ以外の形態のものもある。開発当初の黎明期は多数の翅を持つ一重プロペラの牽引式であったが、後に二重反転プロペラの推進式が主流となった。

## 概要
一般的なプロペラ機が450mph（700 km/h）を超えて飛行する場合、プロペラ回転速度と飛行速度を合成したプロペラ先端の対気速度が音速を超えてしまい、衝撃波が発生して損失が増加する。このために450mphがターボプロップ機の実用限界速度と考えられており、それ以上の速度で運用する機体にはターボファンエンジンが用いられていた。
1970年代のオイルショックを機に飛行機の燃費低減が課題となった事で、アメリカ合衆国でターボプロップ機を高速化する研究が始まり、複合材料を素材とし、後退角を持たせて衝撃波の発生を遅らせるプロペラが開発された。

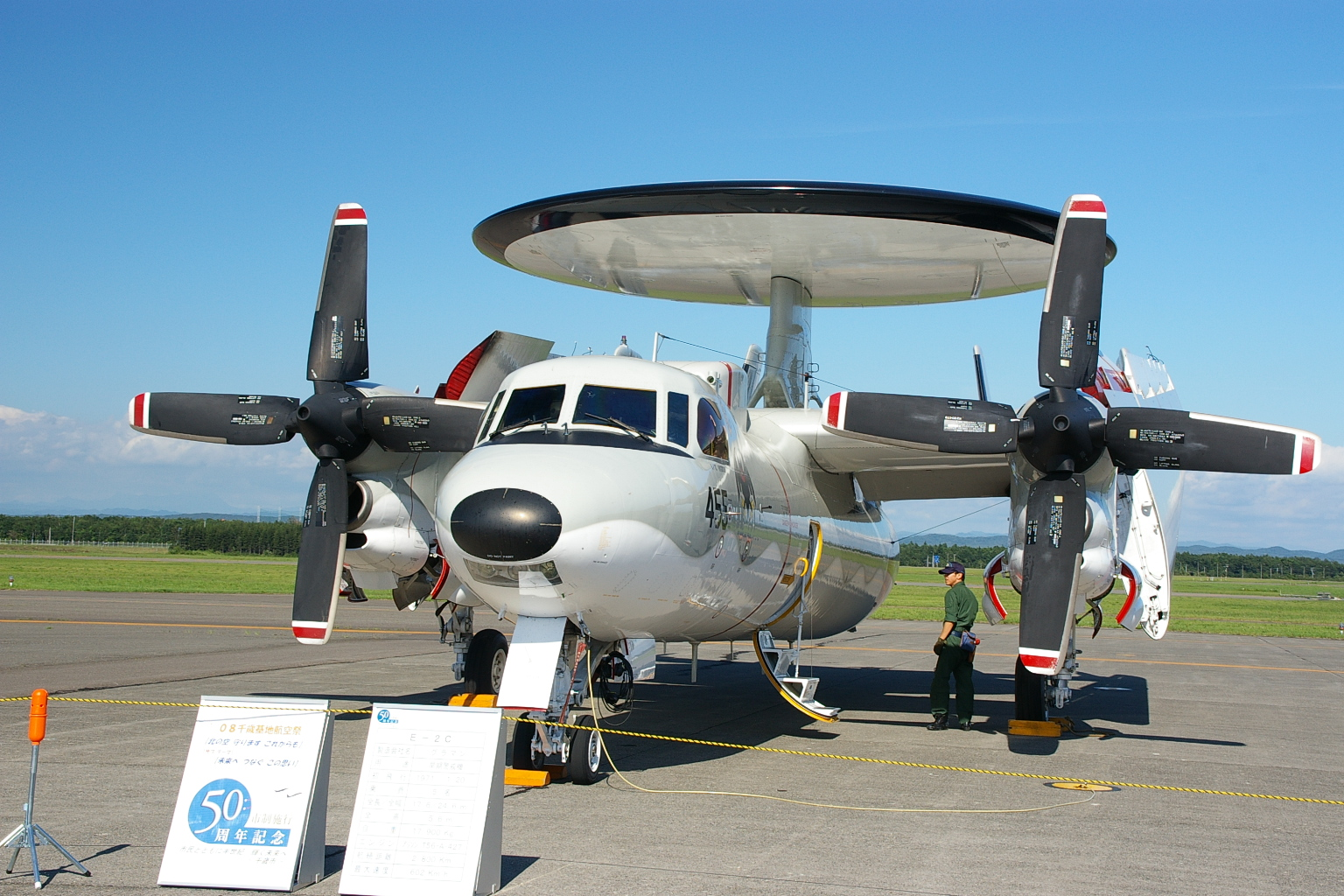
後退角の無いプロペラの例（E-2C）
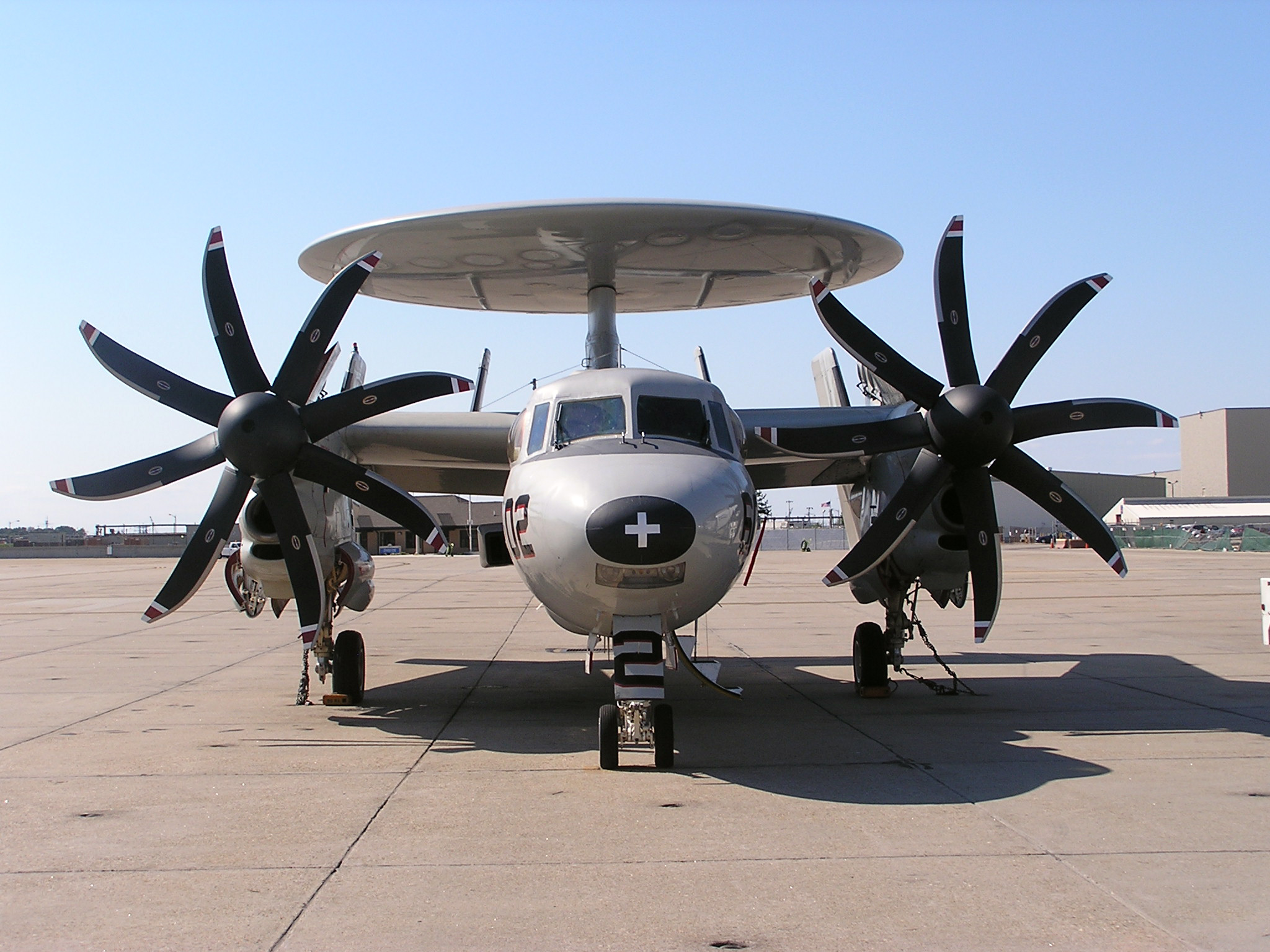
後退角の有るプロペラの例（E-2C NP2000）

その後ジェット旅客機のターボファンエンジンを推進式二重反転プロペラに置き換える研究が進められ、1980年代の試験では、当時のターボファンエンジンに比べて30%から45%の燃料消費率低下が確認できた。一方でプロペラによる振動と騒音が問題となり、実用化は遅れていた。
やがて石油価格の低下と高バイパス比のターボファンエンジンの登場によって徐々に燃費面でのメリットが薄れて行き、アメリカでは実用化せずに研究を終えた。
ソビエト連邦では軍用輸送機向けに牽引式プロップファンが研究されており、1994年に初飛行したウクライナのアントノフ An-70が世界初の実用プロップファン機となった。
その後の石油価格の上昇で、2008年にはゼネラル・エレクトリックが再び研究に着手している。

## 研究開発

### アメリカ航空宇宙局
1970年代にNASAは先進ターボプロップ計画（Advanced Turboprop Project, ATP）として高効率ターボプロップエンジンの研究を始める。
アリソン、プラット&ホイットニー、ハミルトン・スタンダードと共に研究を重ね、1987年にはグラマン ガルフストリーム IIの主翼にエンジンとプロペラ（ハミルトンSR-7A）を搭載して試験を行った。

### ゼネラル・エレクトリック

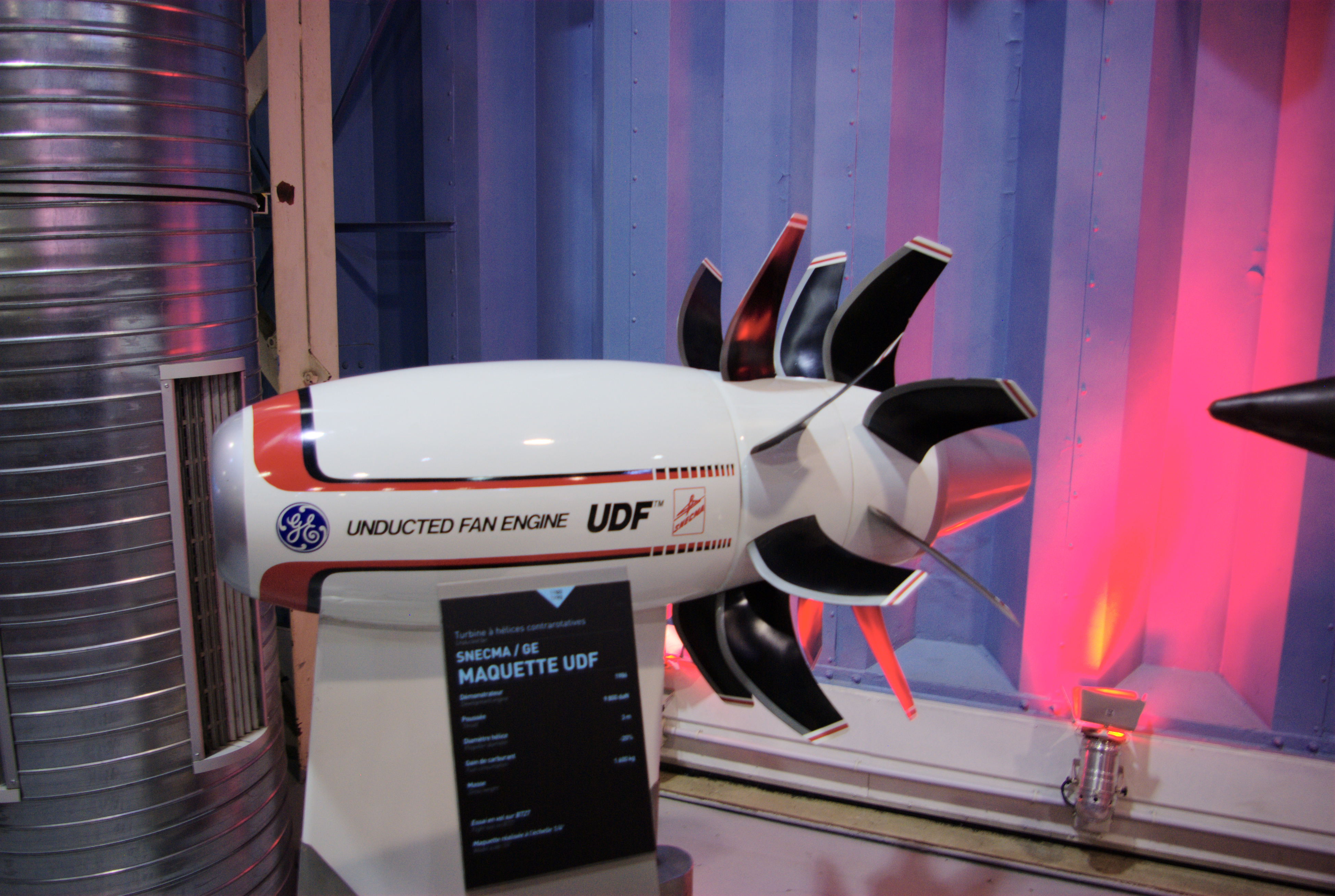
GE UDF（模型）

ゼネラルエレクトリックはアンダクテッドファン(UnDucted Fan, UDF)と名付けた推進式のプロップファンを研究し、1986年には試作したGE-36をボーイング727に搭載して試験を行い、その後MD80でも試験が行われた。
現在はCFMインターナショナルにおいて研究が進められている。2021年には「CFM RISE」と名付けられた新たなプロップファンの開発プログラムが発表され、2023年にはプロトタイプエンジンの動画も公開されている。なおCFM RISEでは二重反転プロペラは採用されず、単一の回転プロペラの後方に可変ピッチのアウトレットガイドベーンが設けられている。

#### ボーイング
ボーイングは日本との共同開発を予定していたボーイング7J7へのGE-36の搭載を検討していた。ボーイング727のエンジン一基をGE-36に換装しての試験では、45%もの燃費が改善したと報告している。

#### マクドネル・ダグラス
マクドネル・ダグラスはMD-94XへのGE-36の搭載を検討し、社有のMD80の左側にJT8Dの代わりにGE-36を搭載し、超高バイパス（Ultra High Bypass, UHB）実験機としてカリフォルニア州モハーヴェにて試験を行った。1988年まで試験は続けられ、燃費はターボファン搭載のMD80に比べ30%優れ、騒音についてもFAAステージIIIを満足しており室内の騒音、振動も抑えられることが分かった。

### アリソン / プラット&ホイットニー
ゼネラル・エレクトリックと同時期に、アリソン、プラット&ホイットニー、ハミルトン・スタンダードもNASAでの研究を元に共同で578-DXプロップファンを試作した。578-DXはGE-36 UDFとは異なり通常の減速ギアボックスを低圧タービンとプロップファンの間に備えていた。578-DXはMD-80に搭載して試験が行われ良好な成績を示したものの、低燃費の利点を帳消しにするほど客室内の騒音が酷かった。

### 本田技術研究所
1987～1989年に本田技術研究所内航空機エンジンR&Dセンターにて「2.5X」と呼ばれた2重反転推進式プロップファンエンジンが研究されていた。

### クズネツォフ
1980年台半ばに計画されながらも中止となったIl-106輸送機向けのNK-92エンジンを元に、クズネツォフ NK-93としてプロップファンエンジンの開発が続けられた。2007年にIl-76に搭載して試験が行われた模様。
可変式の二重反転プロペラを備えた牽引式プロップファンだが、プロペラをダクトに収めておりターボファンに近い外観をしている。
2009年に開発中止が伝えられている。

### イーウチェンコ＝プロフレース

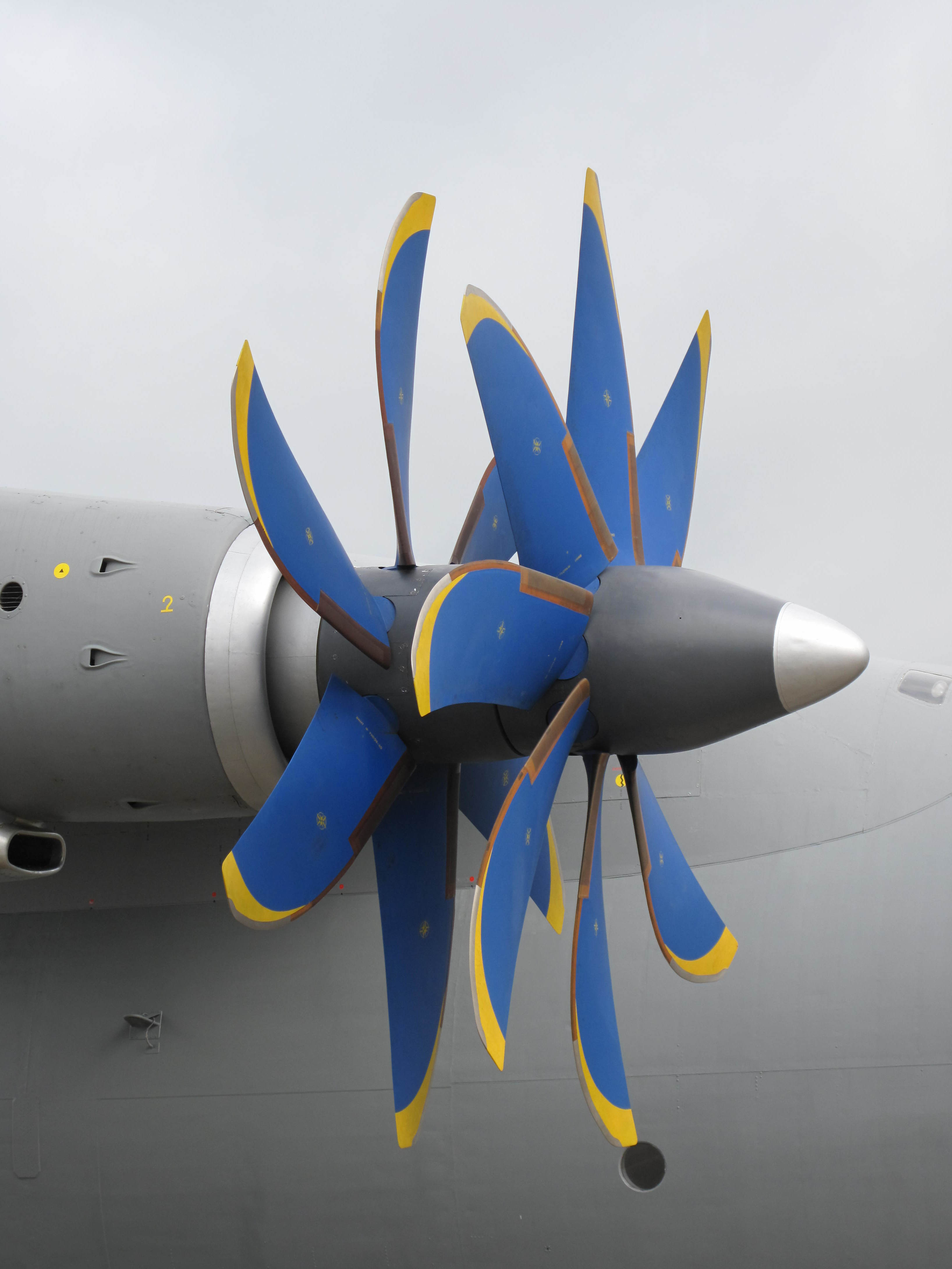
An-70に搭載されたプログレスD27 プロップファンエンジン

1992年にイーウチェンコ＝プロフレースはプログレス D-27プロップファンエンジンを開発。Tu-95に搭載されているクズネツォフ NK-12と同様な同軸反転プロペラの牽引式で、オーソドックスなターボプロップエンジンに近い外観をしている。D-27はアントノフが開発したAn-70輸送機に4基搭載されており、世界初の実用プロップファンエンジンとなった。

### ロールスロイス
2008年、ロールス・ロイス・ホールディングスがプロップファンエンジン「RB3011」を開発中であるとの報道があった。その後、2013年に計画の中止が報道された。

## 種類

### 推進式プロップファンエンジン
エンジン後方にプロペラを備えるもの
- ゼネラル・エレクトリック GE-36 - ボーイング7J7、MD94X向け
- プラット・アンド・ホイットニー/アリソン 578-DX - MD94X向け

### 牽引式プロップファンエンジン
エンジン前方にプロペラを備えるもの
- プログレス D-27 - An-70に搭載
- クズネツォフ NK-93

## プロップファン搭載機
- アントノフ An-70
- ベリエフ A-42PE - 計画
- マクドネル・ダグラス MD-94X - 開発中止
- ボーイング7J7 - 開発中止
- ヤコブレフ Yak-46（英語版） - 開発中止
- アントノフ An-180 - 開発中止